# Cratere Nicholson (Luna)
Nicholson è un cratere lunare di 38,08 km situato nella parte sud-occidentale della faccia visibile della Luna.
Il cratere è dedicato all'astronomo statunitense Seth Barnes Nicholson.